# Poix-Terron
 Poix-Terron  là một xã ở tỉnh Ardennes, thuộc vùng Grand Est ở phía bắc nước Pháp.